# 단일 칩 시스템 공급사 목록
단일 칩 시스템 공급사의 목록은 단일 칩 시스템을 제조, 판매하는 기업의 목록이다.
- 퀄컴
- 알테라
- 아날로그 디바이시스
- ARM 유한회사
- ASIX 일렉트로닉스
- 아트멜
- 브로드컴
- 시러스 로직
- 사이프레스 세미컨덕터
- 인피니온 테크놀로지스
- 인텔
- 프리스케일 세미컨덕터
- 래티스 세미컨덕터
- LSI 로직
- MIPS 테크놀로지스
- 노키아
- NXP반도체
- 르네사스 테크놀로지
- 삼성전자
- 샤프 주식회사
- ST마이크로일렉트로닉스
- 텍사스 인스트루먼트
- 자일링스